# Restio sabulosus
Restio sabulosus är en gräsväxtart som beskrevs av Neville Stuart Pillans. Restio sabulosus ingår i släktet Restio och familjen Restionaceae. Inga underarter finns listade i Catalogue of Life.